# Jankovský potok (národní přírodní památka)
Jankovský potok byl národní přírodní památka chráněná pro výskyt perlorodky říční (Margaritifera margaritifera). Předmětem ochrany dále bylo přirozeně meandrující koryto potoka s navazujícími druhy mokřadních a rašelinných luk.
Jankovský potok se nachází na Českomoravské vrchovině, přibližně 11 km od Pelhřimova. Pramení u Jankova, protéká Vyskytnou, Zachotínem, Mysletínem, Mladými Bříšti a Novým Rychnovem, kde chráněné území končí. Potok dále pokračuje a ústí do Sedlické přehrady.
NPP Jankovský potok spadá do seznamu evropsky významných lokalit. Vyskytuje se na seznamu Natura 2000 pro výskyt vydry říční (Lutra lutra). Dále je zahrnut do vodohospodářského ochranného pásma, protože náleží k povodí Želivky, která zásobuje vodou vodní nádrž Švihov.
Oblast spravuje Agentura ochrany přírody a krajiny ČR, krajské středisko Havlíčkův Brod.

## Lokalita

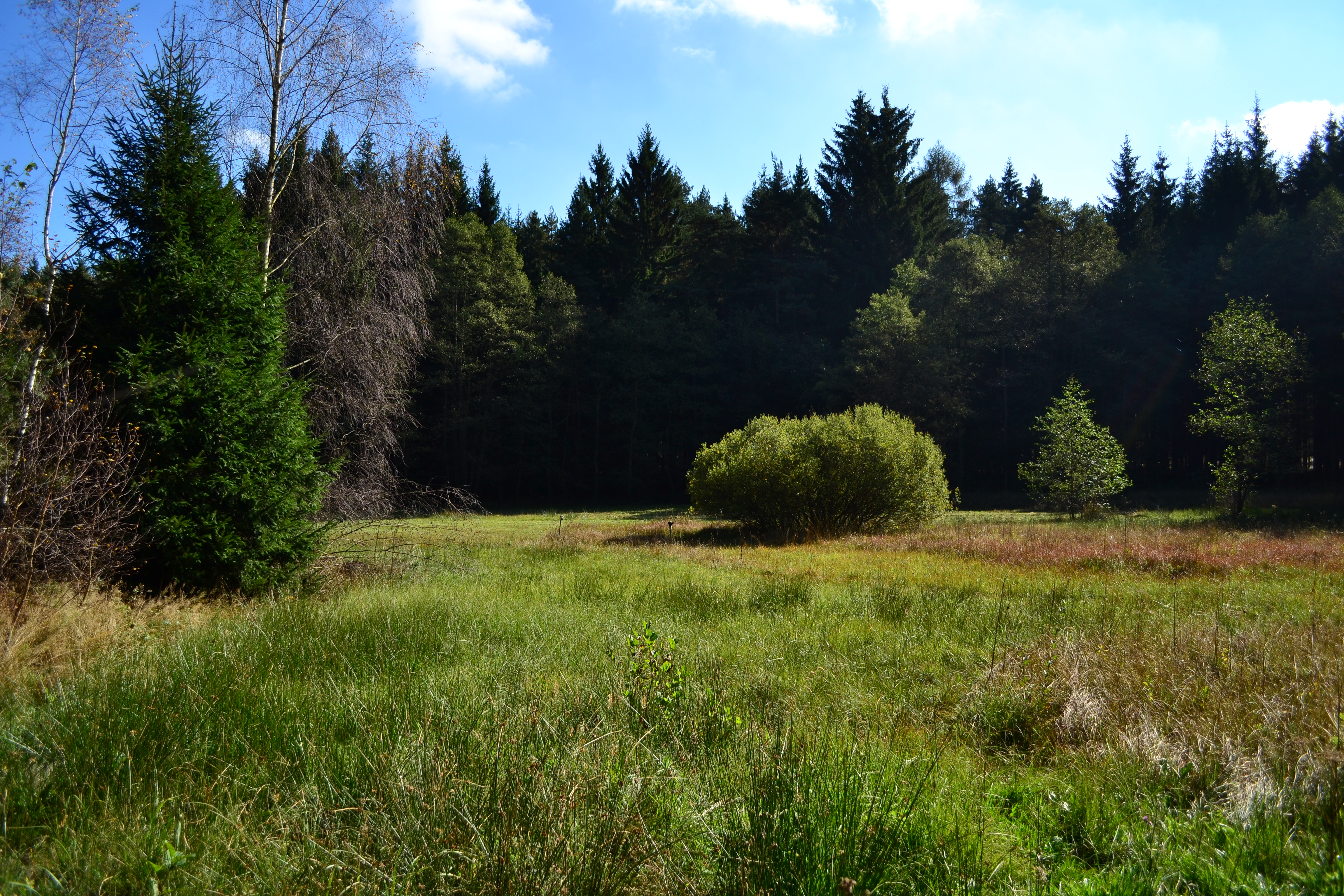
Prameniště, luční část

Národní přírodní památka Jankovský potok se nachází v Kraji Vysočina, okres Pelhřimov. Její začátek, prameniště, se nachází asi 11 km východně od Pelhřimova a chráněné území prochází přes katastrální území obcí Jankov U Pelhřimova, Vyskytná, Zachotín, Mysletín, Mladé Bříště, Staré Bříště a Nový Rychnov.
Do ochrany je kromě toku samotného zahrnuto blízké okolí údolní nivy a přiléhá k němu i ochranné pásmo. Samostatný NPP Jankovský potok zabírá 72,12 ha, ochranné pásmo rozšiřuje oblast o 315,63 ha. Jankovský potok protéká silně obdělávanou krajinou a je přemostěn silničním tahem Pelhřimov – Jihlava (silnice č. 602).

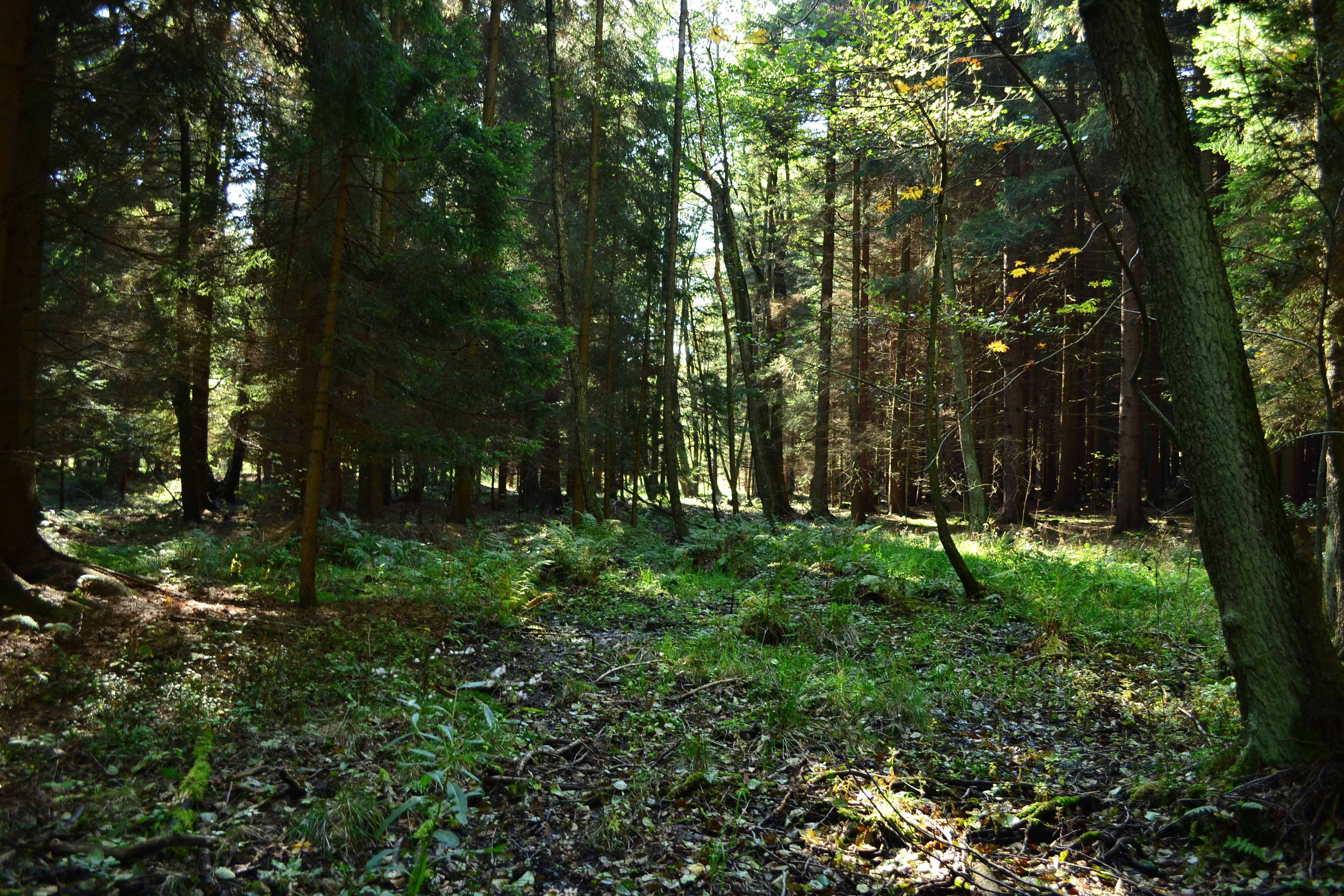
Prameniště, lesní část

Pramenná část Jankovského potoka se nachází mezi olšinami u osady Chaloupky, u obce Jankov. Jedná se o rozsáhlé území, kde potok vyvěrá a rozlévá se do krajiny, čímž vytváří mokřady a návazná typická ekologická společenstva.
Údolní niva potoka je přirozeně meandrující s typickými společenstvy mokřadních a rašelinných porostů s výskytem významných živočichů.
V okolí je podobně chráněn i Kladinský potok, levostranný přítok Jankovského potoka. Přírodní rezervace Kladinský potok je těžko přístupná, omezená přírodními hranicemi.

## Historie
Po vytvoření prvních osad kolem 13.–14. století se v okolí začala projevovat lidská činnost. Prvním zásahem do krajiny bylo její odlesnění a počátek zemědělské činnosti úměrné době, tudíž se jednalo převážně o louky a pastvy s nízkým zorněním. Vyvážené společenstvo oligotrofního toku vzniklo díky nesouvisle obdělávané ploše. Během 19. století se ustálil poměr mezi lesními a zemědělskými plochami, který přetrvává dodnes. Ukončila se tak výrazná přeměna smíšeného lesa ve smrkové monokultury, které vyvolávají problémy ve změněném chemismu vod, půdních vlastností a také snižují diverzitu okolí. Poměry v hospodaření s půdním fondem se však změnily s rozrůstajícím počtem obyvatel oblasti a hlavně intenzifikací zemědělství v 60. letech 20. století. Pro účely intenzifikace se prováděla meliorace luk a podmáčených oblastí, regulace a napřimování toků a zvyšování procenta zornění. Vysoké dávky hnojiv vyplavovaných do podzemních vod s následnou eutrofizací toků a zvýšenou erozní činností (vodní i větrnou) na zorněných plochách je příčinou velkých problémů.
Na území se prováděla jen drobná středověká těžba rud, která nevýrazně ovlivnila ráz krajiny, např.: pinky u Vyskytné.
Okresní úřad Pelhřimov vyhláškou ustanovil chráněnou oblast s účinností od 1. 4. 1992 a na základě ustanovení § 90 odst. 8 zákona 114/1992Sb., o ochraně přírody a krajiny, bylo území vyhlášeno jako národní přírodní památka (NPP). 

## Přírodní poměry

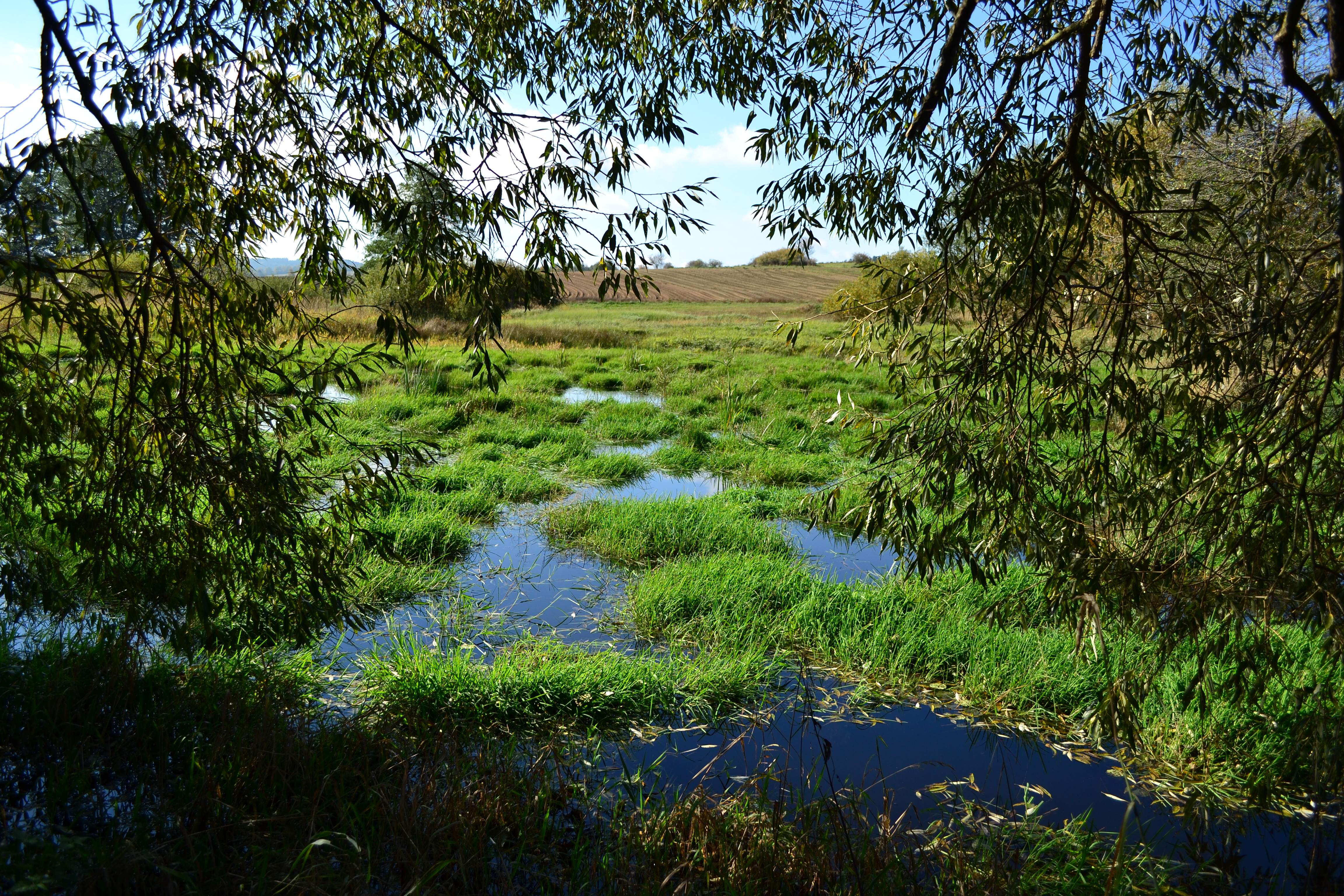
Mokřadní okolí potoka

### Geologie
Křemešnická vrchovina, kterou potok protéká, je klasickým představitelem Českomoravské vrchoviny. Horninové podloží je typické pro České moldanubikum, horniny jsou kyselé až neutrální, obtížně zvětratelné. Podloží je překryto kvartérními fluviálními sedimenty, po okrajích s deluviálními svahovinami. V podloží prameniště se nachází žulový masiv s tektonickou dispozicí.
Rovinný profil prameniště postupně přechází v táhlé svahy s úzkým údolím potoka. 

### Hydrologie
Povodí celého Jankovského potoka má rozlohu 130,031 km², s celkovým převýšením přibližně 200 m a sklonem 17,5 ‰. Povodí je spíše vějířovitého charakteru. Jankovský potok je podle absolutní řádovosti toku tokem 5. řádu, dle Strahlera je tokem 4. řádu. Potok pramení na území hlavního evropského rozvodí a je součástí povodí Sázavy, konkrétně se jedná o pravostranný přítok Želivky.

### Klimatické poměry
Průměrná roční teplota je 6 °C. Tok potoka je rozdělen do tří klimatických částí – nejvrchnější partie patří do okrsku CH7, tedy do chladné oblasti, střední část toku je v okrsku MT3, tedy mírně teplé oblasti a spodní partie pak do MT5.
Průměrné srážky v oblasti činí zhruba 680 mm. 

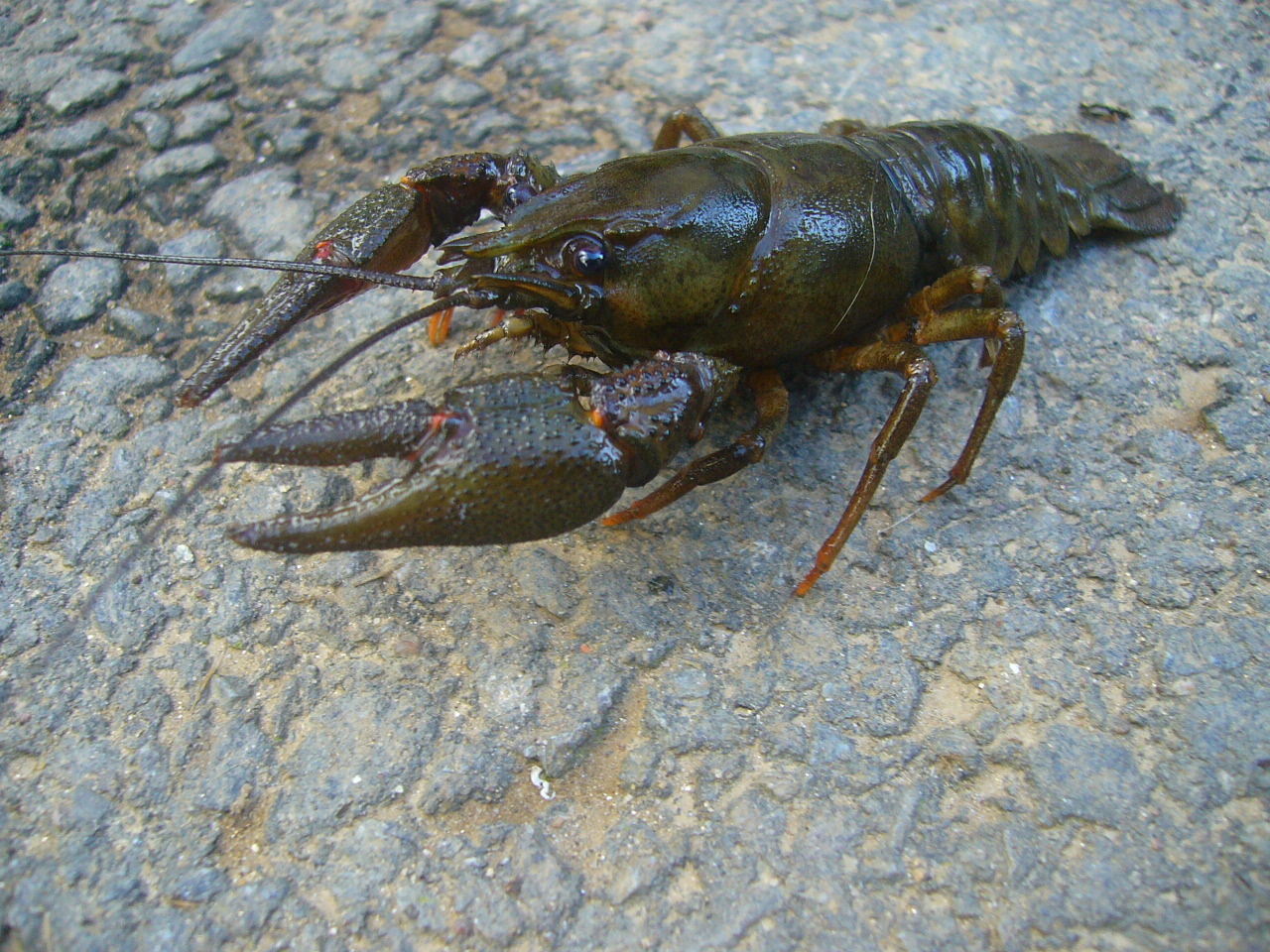
Rak říční

### Flora
Rostlinstvo je typické pro mokřadní a rašelinné louky, druhotné olšiny střídající se s přípotočními olšinami. Vegetace na těchto mokřadních loukách je tvořena krátkostébelnatými ostřico-mechovými společenstvy svazu Caricion fuscae. Neudržovaná místa zarůstají rákosinami, chrasticovými porosty a skupinově rostoucími olšemi a vrbami. Ze vzácných a ohrožených druhů zde rostou např. rosnatka okrouhlolistá (Drosera rotundifolia), ostřice plstnatoplodá (Carex lasiocarpa), o. blešní (C. pulicaris), o. dvoumužná (C. diandra), zdrojovka potoční (Montia hallii), všivec ladní (Pedicularis sylvatica), vachta trojlistá (Menyanthes trifoliata), vrba rozmarýnolistá (Salix rosmarinifolia), prstnatec májový (Dactylorhiza majalis), tolije bahenní (Parnassia palustris), hadí mord nízký (Scorzonera humilis), pampeliška Nordstedtova (Taraxacum nordstedtii).

### Fauna
Nejvýznamnější zástupcem fauny je perlorodka říční (Margaritifera margaritifera), vedle Kladinského potoka je to poslední výskyt na Vysočině. Dříve se tu vyskytoval i velevrub tupý (Unio crassus), ale ten je v dnešní době považován za nezvěstného, protože v posledních letech nebyl prokázán jeho výskyt. Dalšími významnými obyvateli toku a přilehlých oblastí jsou například čolek horský (Triturus alpestris), ropucha obecná (Bufo bufo), skokan krátkonohý (Rana lesonnae), mihule potoční (Lampetra planeri), rak říční (Astacus astacus), ledňáček říční (Alcedo atthis), skorec vodní (Cinclus cinclus), konipas horský (Motacilla cinerea), bramborníček hnědý (Saxicola rubetra). Za potravou se tu zastavuje čáp černý (Ciconia nigra). V okolí toku loví vydra říční (Lutra lutra). 

Na lokalitě proběhlo velké množství inventarizačních průzkumů, mimo jiné i ornitofauny. Podle kategorizace Červeného seznamu ptáků ČR zde byly zaznamenány tyto kriticky ohrožené druhy: čírka modrá (Anas querquedula), luňák červený (Milvus milvus) a vodouš rudonohý (Tringa totanus). Byli zde vidět i některé ohrožené druhy např. včelojed lesní (Pernis apivorus), ostříž lesní (Falco subbuteo), chřástal kropenatý (Porzana porzana), cvrčilka slavíková (Locustella luscinioides). Mezi zaznamenané zranitelné druhy na lokalitě byly např.: chřástal polní (Crex crex), kalous pustovka (Asio flammeus), strakapoud malý (Dendrocopos minor), konipas luční (Motacilla flava).

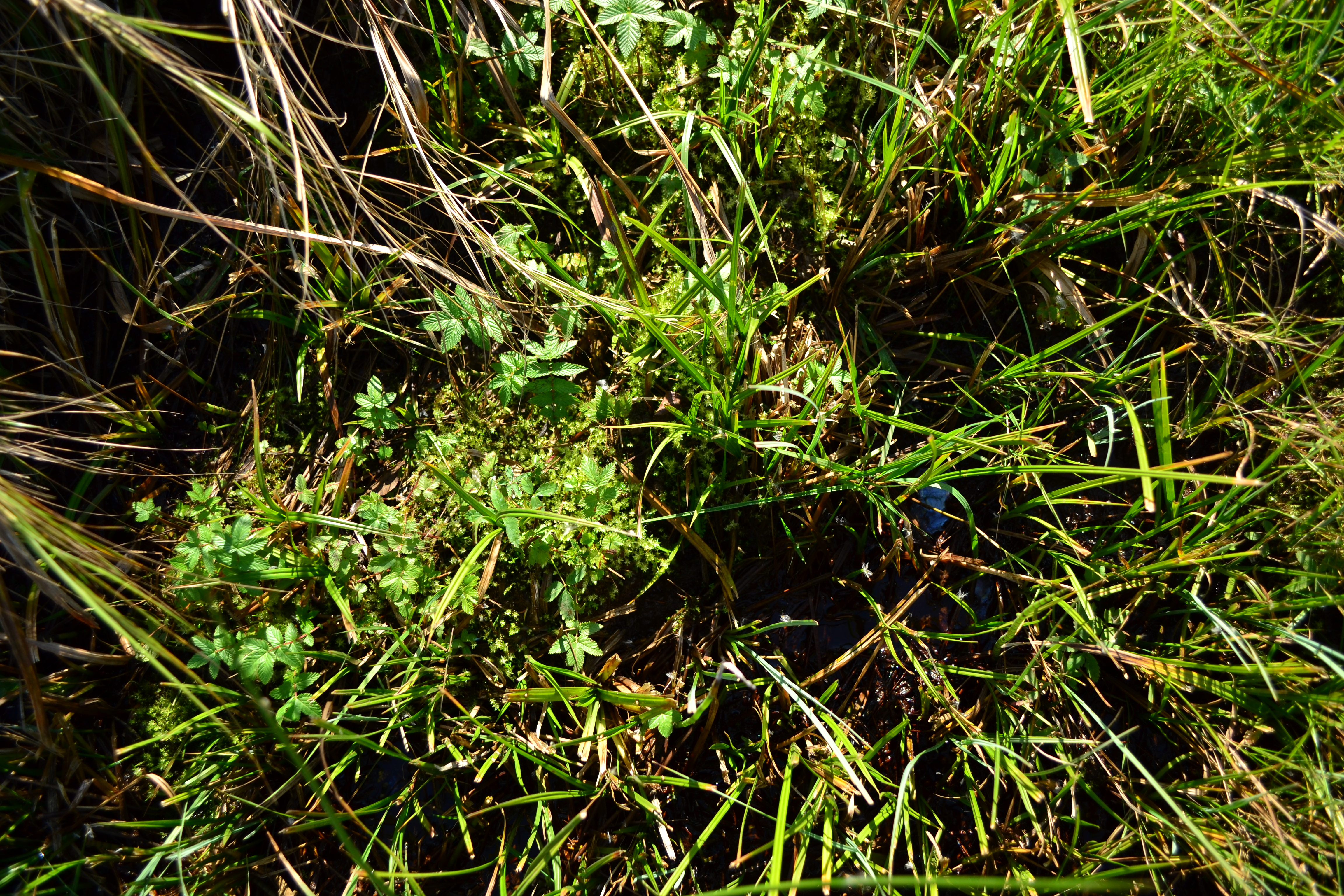
Ostřico-mechové porosty na loukách v okolí potoka

## Ochrana
Oblast Jankovského potoka je společně s blízkou přírodní rezervací Kladinský potok chráněna z důvodu výskytu perlorodky říční, která slouží jako tzv. deštníkový druh ochrany oligotrofních vod v horských a podhorských oblastech. Oblast je taktéž zařazena do seznamu Natura 2000 kvůli výskytu vydry říční (Lutra lutra). Dalším bodem ochrany je i povodí Želivky, jakožto vodárenská oblast vodního díla (nádrže) Švihov – zdroje vody pro Prahu.

### Plán péče o NPP Jankovský potok

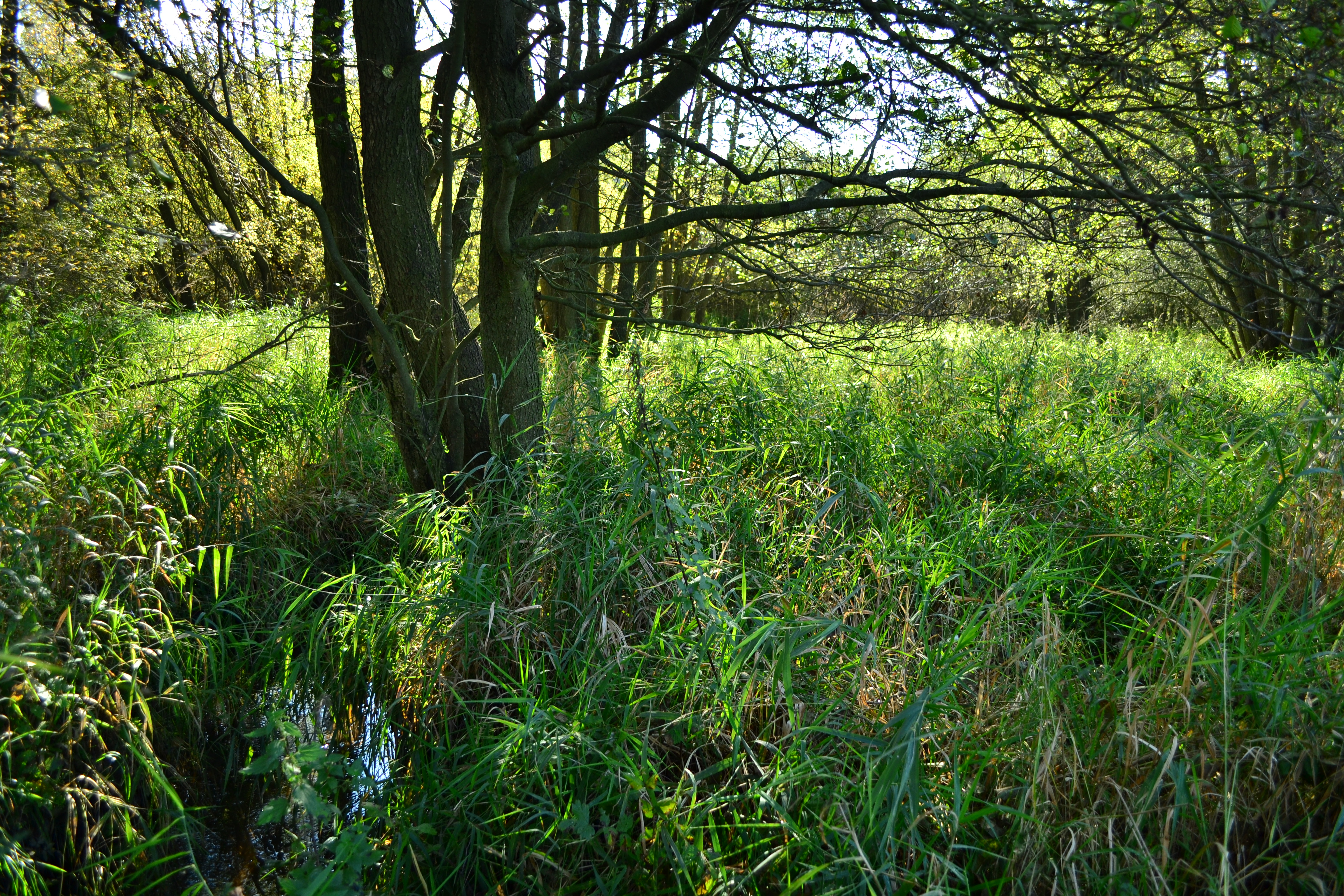
Chrasticový porost v bezprostředním okolí Jankovského potoka

Vedení ochrany se v prvních letech věnovalo hlavně údržbě toku, po roce 2005 byla péče zacílena na horní část toku (po silnici Mysletín – Zachotín). Byly a jsou organizovány brigády na kosení břehů, sklízení posečené hmoty a odstraňování překážek a čištění toku. Hlavním úkolem plánu péče je minimalizovat zornění a používání hnojiv, které přispívají k eutrofizaci vod v povodí Jankovského potoka. Cílem je obnovení funkční a životaschopné populace perlorodky, velevruba, mihule a zachování společenstva mokřadu, rašeliniště a nivy potoka.
Ochrana zahrnuje tedy minimalizaci smrkových monokultur, zachování keřového patra, obnova původních remízků např.: jeřábem ptačím (Sorbus aucuparia), lípou srdčitou (Tilia cordata) a dalšími. Dle doporučení je naprosto nevhodné vytvářet nové rybníky či jiná vodní díla s akumulací vody, kdy zejména průtočné rybníky ničí oligotrofní prostředí nezbytné především pro vývoj juvenilních stádií perlorodky. Také je nevhodný chov kapra obecného, který nejen vyžaduje vody bohaté na živiny, ale také vyhledává obživu na zakalených dnech rybníků, čímž vytváří zákal nevhodný pro perlorodky.
Pro samotný vodní tok je doporučená revitalizace úseků, které byly v minulosti uměle narovnány, a zabránění protržení meandrů. Obecným prostředkem k ochraně ekosystému perlorodky je eliminace meliorací, zvýšený rozsah zatravnění orné půdy, zachování a rozšíření systému mělkých stružek. Plán péče dále navrhuje jako vhodné řešení situace rozšíření NPP a ochranného pásma na celé horní povodí Jankovského potoka, protože jinak naznačená opatření nejsou dostatečně účinná.

#### Perlorodka říční

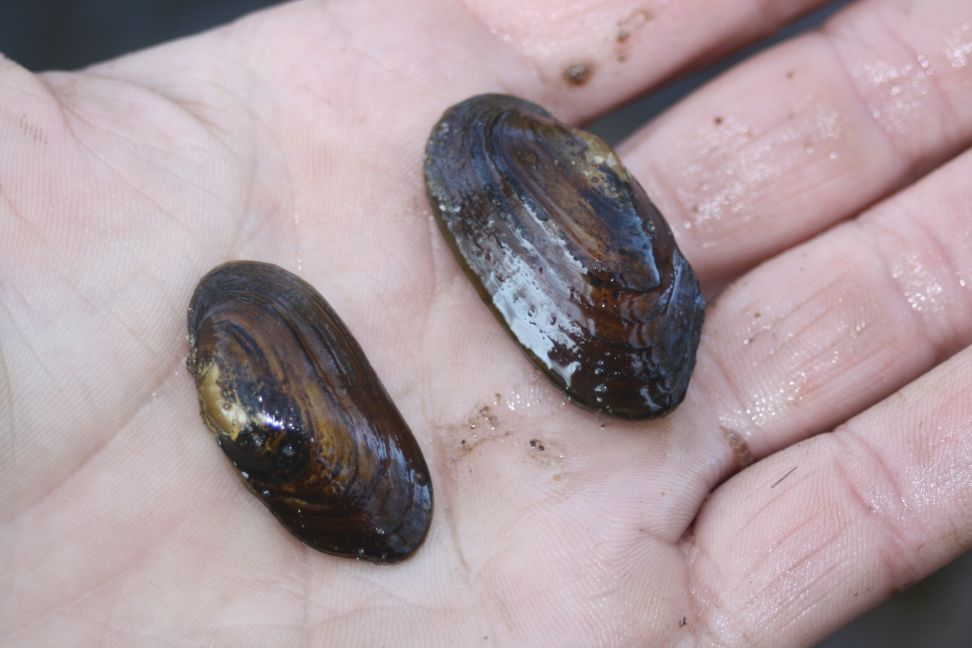
Perlorodka říční, zájem ochrany

Perlorodky žijící na území České republiky jsou středně dlouhověké, dožívají se cca 50–80 let, záleží na prostředí. Jejich ekologickou nikou je prostředí oligotrofních toků, které jsou spíše chladnější, s teplotním maximem do 20 °C a neutrálním až slabě kyselým pH. Toky s vysokým obsahem vápníku nejsou pro perlorodku vhodné. Břehový porost by měl být rozvolněný, se zastíněním 60–100%, měl by převažovat autochtonní les a extenzivní louky. Další podmínkou pro výskyt perlorodky je též přítomnost hostitelských druhů lososovitých ryb, jejich výskyt je vázán na pstruhová pásma například pstruha obecného f. potočního (Salmo trutta m. fario). 
Úbytek perlorodek začal významně v 19. století, kdy byly ve velkém loveny pro získávání sladkovodních perel. Dnes je perlorodka říční tzv. deštníkovým druhem ochrany oligotrofních vod v horských a podhorských oblastech. Ochrana perlorodky je celoevropským zájmem, český plán záchrany je tedy inspirován obdobnými ze zahraničí. Na území České republiky probíhá již třetí etapa záchranného programu, zpracovávaná podle metodiky Ministerstva životního prostředí. Realizačním týmem programu je stanovena Agentura ochrany přírody a krajiny České republiky. Klíčovým bodem ochrany je udržování popř. zlepšování přirozeného biotopu a samotného druhu, protože umělá kultivace může způsobit degradaci. Pro účely záchrany byly vytvořeny speciální ochranné a reprodukční prvky na vytipovaných místech (Lužní potok, Zlatý potok, zaústění Spáleného potoka do Blanice). Za příznivý výsledek ochrany je považována ta situace, kdy kohorta (skupina) jedinců mladších 30 let je alespoň 20 % ze všech známých jedinců na lokalitě.
Jankovský potok, spolu s Kladinským, jsou zařazeny do III. kategorie ochrany, protože se v lokalitě vyskytují pouze starší jedinci a za posledních 20 let zde nebyli dokázáni juvenilové (mladí jedinci). Pokud se výrazně nezmění chemismus vody, je vysoká pravděpodobnost že druh na lokalitě nepřežije. V roce 1996 zde bylo vysazeno 42 juvenilů a při inventarizaci v roce 2011 bylo nalezeno pouhých sedm jedinců z výsadku.

#### Vydra říční
Evropsky významnou lokalitou zapsanou do sítě Natura 2000 se stal Jankovský potok 22. prosince 2002 díky výskytu vydry říční.  V okolí potoka žije a loví zhruba 4–6 jedinců. Ohroženi jsou hlavně nezákonným lovem a silničním tahem Pelhřimov – Jihlava. Pro jejich ochranu před přebíháním tahů je možné vytvářet tzv. vydří tunely. Přírodní okolí potoka bez technických úprav představuje pro vydru říční její původní biotop. Vydra je vázána na biotop oligotrofního toku pstruhového pásma. 